# Koker
Koker (persană کوکر) este un sat din Iran. Aici au avut loc filmările la Trilogia Koker, după cutremurul din 1990.